# Get Shorty
 Get Shorty és una pel·lícula estatunidenca de Barry Sonnenfeld, estrenada als Estats Units l'octubre de 1995. La pel·lícula és una adaptació de la novel·la Get Shorty d'Elmore Leonard, publicada el 1990.
La pel·lícula tindrà una continuació el 2005, Be Cool, adaptada també per Elmore Leonard i dirigida per F. Gary Gray.

## Argument
Chili Palmer és un truà de Nova York i que fa treballs per encàrrec. Però somia amb altres horitzons. En una "missió" a Los Angeles, descobreix el món fascinant de Hollywood i del cinema. Coneixerà Harry Zimm, un productor de Sèries b lamentables, Martin Weir, una gran estrella de cinema, traficants de drogues, dels malfactors... Chili farà de tot per entrar en aquest món meravellós de Hollywood per tal de produir una pel·lícula inspirada de la seva pròpia història.

## Repartiment
- John Travolta: Chili Palmer
- Gene Hackman: Harry Zimm
- Rene Russo: Karen Flores
- Danny DeVito: Martin Weir
- Bette Midler: Doris
- Dennis Farina: Ray «Bones» Barboni
- Delroy Lindo: Bo Catlett
- Miguel Sandoval: M. Escobar
- James Gandolfini: Bear
- David Paymer: Leo Devoe
- Martin Ferrero: Tommy Carlo
- Bobby Slayton: Dick Allen
- Jacob Vargas: Yayo Portillo
- Barry Sonnenfeld: un porter de l'hotel
- Harvey Keitel: Ray «Bones» Barboni
- Penny Marshall: la directora de la pel·lícula
- Alex Rocco: Jimmy Cane
- Vito Scotti: el director del 'Vesuvio'

## Al voltant de la pel·lícula
- Harvey Keitel fa una molt curta aparició al final de la pel·lícula. Interpreta, a la pel·lícula de Chili, el personatge de Ray Barboni. És un exemple de "pel·lícula dins la pel·lícula".[1]
- Ernest "Chili" Palmer, amic d'Elmore Leonard, fet una curta aparició a la pel·lícula en el paper d'un amic de Ray Barboni.
- La pel·lícula és un formiguer de petits detalls i d'al·lusions al cinema i a la carrera dels actors de la pel·lícula. John Travolta, en una escena diu a Rene Russo «you can't turn him [Martin Weir] into Mel Gibson». Russo ha treballat amb Mel Gibson sobretot a Arma letal 3 i Arma letal 4.
- L'estudi qui produeix la pel·lícula havia desitjat que la pel·lícula fos dirigida per Quentin Tarantino.[1] Dos anys més tard, Tarantino adaptava una altra novel·la de Leonard, Rum Punch, per la seva 3a pel·lícula, Jackie Brown. A més, Tarantino mateix va convèncer Travolta d'acceptar el paper, ja que aquest últim l'havia refusat en principi.
- L'actriu-directora Penny Marshall fa una curta aparició com a directora de la "pel·lícula dins la pel·lícula".
- Michael Keaton, Bruce Willis, Robert De Niro, Al Pacino i Dustin Hoffman van ser considerats pel paper.[1]
- Al llibre, el productor Harry Zimm diu a Chili que vol contactar Gene Hackman per treballar en un les seves pel·lícules. Hackman encarna Zimm en l'adaptació al cinema...
- Segons l'escriptor Elmore Leonard, el personatge de l'estrella de cinema Martin Weir estaria inspirat en Dustin Hoffman.
- Ben Stiller ha treballat a la pel·lícula però la seva escena ha estat tallada. Feia el paper d'un jove director de pel·lícules de terror.[1]

## Premis i nominacions

### Premis
- 1996. Globus d'Or al millor actor musical o còmic per a John Travolta[2]

### Nominacions
- 1996. Ós d'or a la millor pel·lícula
- 1996. Globus d'Or a la millor pel·lícula musical o còmica
- 1996. Globus d'Or al millor guió per Scott Frank
- 1997. Grammy a la millor composició instrumental per pel·lícula o televisió per John Lurie amb la cançó "Get Shorty"